# Хайнрих XVI Ройс-Плауен-Оберграйц
Хайнрих XV/XVI Ройс-Плауен-Оберграйц „Средния“ (на немски: Heinrich XV/XVI Reuss, Herr von Plauen-Obergreiz „der Mittlere“; * 8 ноември 1525; † 22 юни 1578 в Грайц) е господар на Ройс-Плауен-Оберграйц (1564 – 1578), на Лобенщайн (1577 – 1578).
Той е големият син на Хайнрих XIII Ройс цу Грайц „Млади“, господар на Ройс-Плауен-Грайц, Обер-Кранихфелд-Шауенфорст († 1535) и втората му съпруга Амалия фон Мансфелд-Фордерорт († сл. 1554), дъщеря на граф Ернст II фон Мансфелд-Фордерорт (1479 – 1531) и Барбара фон Кверфурт († 1511). Майка му Амалия фон Мансфелд-Фордерорт се омъжва втори път за Йоахим фон Глайхен-Рембда († пр. 1544) и трети път за неговия братовчед Йоахим Якоб фон Глайхен-Рембда († пр. 1544).
През 1564 г. чрез наследство територията на Ройсите е разделена на господствата Унтерграйц (Ройс стара линия), Оберграйц (Ройс средна линия) и Гера (Ройс млада линия). През 1596 г. господството Шлайц отива допълнително към средната линия.
Брат му Хайнрих XVII/XVI 'Млади' (* 29 декември 1530; † 6 април 1572) е граф и господар на Плауен, Грайц, Кранихфелд, Гера. По-малък полубрат е на Хайнрих XIV Ройс цу Грайц-Кранихфелд (* 1506; † 22 март 1572), господар на Унтерграйц (1564 – 72), Обер-Кранихфелд (1566 – 72).
Хайнрих XVI Ройс-Плауен-Оберграйц умира на 52 години 22 юни 1578 г. в Грайц, Тюрингия и е погребан там.

## Фамилия
Хайнрих XVI се жени на 27 октомври 1560 г. във Ваймар за Мария Салома фон Йотинген-Йотинген (* 12 януари 1535 в Йотинген; † 12 януари 1603 в Грайц), дъщеря на Лудвиг XV фон Йотинген-Йотинген (1486 – 1557) и съпругата му графиня Мария Салома фон Хоенцолерн-Хайгерлох (1488 – 1548). Те имат пет деца, които нямат наследници:
- Хайнрих фон Ройс († ок. 1580)
- Хайнрих фон Ройс († млад)
- Хайнрих XVII Ройс-Обергайц „Стари“ Ройс, господар на Плауен-Оберграйц (* 25 юли 1561 в Глаухау; † 8 февруари 1607 в Грайц), женен на 28 май 1583 г. за Гуда (Юта) фон Валдек (* 12 ноември 1560; † 23 май 1621), дъщеря на граф Волрад II фон Валдек-Айзенберг (1509 – 1575) и Анастасия фон Шварцбург-Бланкенбург (1526 – 1570)
- Хайнрих XVIII/XIX „Средни“ фон Ройс, господар на Шлайц-Оберграйц (* 19 или 28 февруари 1563; † 16 януари 1616), женен на 5 май 1593 г. в Обер-Грайц за Агнес Мария фон Ербах (* 24 май 1573; † 28 юни 1634), дъщеря на граф Георг III фон Ербах (1548 – 1605) и графиня Анна фон Золмс-Лаубах (1557 – 1586)
- Доротея фон Ройс (* 28 октомври 1566; † 26 октомври 1591), омъжена на 1 ноември 1587 г. в Грайц за граф Георг III фон Ербах (1548 – 1605)